# (4111) Lamy
(4111) Lamy (1981 EN12) – planetoida z pasa głównego asteroid okrążająca Słońce w ciągu 3,49 lat w średniej odległości 2,3 j.a. Odkryta 1 marca 1981 roku.